# Black And White (EP)
Black And White е първият EP на Dimmi Argus. Издаден е от Double D Music и е публикуван на 6 април 2010.

## Информация за албума
Black And White е миниалбум, които съдържа 4 песни, автор на музиката на които е Димитър Аргиров, с изключение на "My Way Home (Demo Version), с автори Димитър Аргиров и Драгомир Драганов. Автор на текстовете е Димитър Аргиров. Миниалбумат е записан със съдействието на бившия китарист на Епизод и собственикът на Double D Music – Драгомир Драганов в Double D Студио, София, Bulgaria. Смесването и мастеринга са направени от Драгомир Драганов. Продуцент е Димитър Аргиров.

## Състав
- Dimmi Argus – вокали
- Драгомир Драганов – китара и клавишни